# Ben Miles
Ben Miles (Wimbledon, 29 september 1966) is een Brits acteur.

## Carrière
Miles speelde in tal van televisieseries en films. Bekendere films waar hij in mee speelde zijn: V for Vendetta, Imagine Me & You, Speed Racer, Ninja Assassin en The Catcher Was a Spy. Bekendere series zijn: Coupling, Dracula, The Forsyte Saga en The Crown.

## Filmografie

### Films
| Jaar | Film                                      | Rol                             |
| ---- | ----------------------------------------- | ------------------------------- |
| 1989 | Getting It Right                          | Spiro                           |
| 1993 | The Token King                            | Leraar                          |
| 1997 | The Wings of the Dove                     | Journalist 1                    |
| 1997 | Keep the Aspidistra Flying                | Ravenscroft Waiter              |
| 1998 | Only Love                                 | Radiologist                     |
| 2000 | Rough Treatment                           | Paul Green                      |
| 2001 | The Innocent                              | Brian Percival                  |
| 2001 | The Affair of the Necklace                | Baron Courchamps                |
| 2002 | The Project                               | Jeremy                          |
| 2003 | 3 Blind Mice                              | Lindsey                         |
| 2003 | Love Again                                | George Hartley                  |
| 2005 | The Government Inspector                  | Kevin Marsh                     |
| 2005 | Mr. Harvey Lights a Candle                | Jonathan Cole                   |
| 2005 | Imagine Me & You                          | Rob                             |
| 2005 | V for Vendetta                            | Dascombe                        |
| 2005 | Under the Greenwood Tree                  | Parson Maybold                  |
| 2006 | After Thomas                              | Rob Graham                      |
| 2007 | Sex, the City and Me                      | Michael Thompson                |
| 2007 | To Be First                               | Norman Shumway                  |
| 2008 | Speed Racer                               | Cass Jones                      |
| 2009 | Ninja Assassin                            | Maslow                          |
| 2010 | Pulse                                     | Joe Sennet                      |
| 2013 | Kurnaz - Fünf Jahre Leben                 | Gail Holford                    |
| 2014 | Planet of the Baybes                      | Ben Dumb                        |
| 2015 | Woman in Gold                             | Ronald Lauder                   |
| 2017 | Bob the Builder: Mega Machines            | Ace                             |
| 2017 | Joe Orton Laid Bare                       | Ensemble Cast                   |
| 2018 | The Catcher Was a Spy                     | Jerry Fredericks                |
| 2018 | Red Joan                                  | Nick                            |
| 2019 | National Theatre Live: The Lehman Trilogy | Emanual Lehman                  |
| 2023 | Napoleon                                  | Armand Augustin de Caulaincourt |
| 2025 | The Trial                                 | David Sinclair                  |

### Series
| Jaar      | Serie                                 | Rol                             | Extra   |
| --------- | ------------------------------------- | ------------------------------- | ------- |
| 1990-1991 | Zorro                                 | José Rivas                      | 2 afl.  |
| 1994      | Performance                           | Claudio                         | 1 afl.  |
| 1995      | Soldier Soldier                       | John McGovern                   | 1 afl.  |
| 1996      | Is It Legal?                          | Tom                             | 1 afl.  |
| 1997      | Melissa                               | 1st Editor                      | 1 afl.  |
| 1997-1999 | The Bill                              | D.C. Colin Waterman / Dan Price | 2 afl.  |
| 1998      | The Round Tower                       | Angus Cotton                    | 1 afl.  |
| 1998      | The Life and Crimes of William Palmer | Thomas Palmer                   | 2 afl.  |
| 1999      | Wonderful You                         | Ray                             | 4 afl.  |
| 1999-2000 | Peak Practice                         | Rob Sinclair                    | 5 afl.  |
| 2000      | Reach for the Moon                    | Richard Martin                  | 7 afl.  |
| 2000      | Cold Feet                             | Robert Brown                    | 7 afl.  |
| 2000-2004 | Coupling                              | Patrick Maitland                | 28 afl. |
| 2001      | Holby City                            | Ed Somers                       | 1 afl.  |
| 2002-2003 | Ed Stone Is Dead                      | Dr. Tom                         | 3 afl.  |
| 2002-2003 | The Forsyte Saga                      | Montague Dartie                 | 10 afl. |
| 2003      | Prime Suspect 6: The Last Witness     | DCI Simon Finch                 | 2 afl.  |
| 2004      | Hustle                                | Stephen Winterborn              | 1 afl.  |
| 2004      | A Thing Called Love                   | Kevin Leech                     | 1 afl.  |
| 2006      | Bon Voyage                            | Neil Aldred                     | 2 afl.  |
| 2007      | Sea of Souls                          | Ian O'Rourke                    | 2 afl.  |
| 2008      | Trial & Retribution                   | Trial & Retribution             | 1 afl.  |
| 2008      | Lark Rise to Candleford               | Sir Timothy Midwinter           | 10 afl. |
| 2008      | Agatha Christie's Marple              | Percival Fortescue              | 1 afl.  |
| 2008-2009 | Freezing                              | Stephen Marshall                | 3 afl.  |
| 2011      | Zen                                   | Amedeo Colonna                  | 1 afl.  |
| 2011      | The Promise                           | Max Meyer                       | 4 afl.  |
| 2011      | The Suspicions of Mr Whicher          | Dr. Stapleton                   | 3 afl.  |
| 2011      | Mystery!                              | Amedeo Colonna                  | 1 afl.  |
| 2013-2014 | Dracula                               | Browning                        | 10 afl. |
| 2016      | The Hollow Crown                      | Somerset                        | 2 afl.  |
| 2016      | Black Mirror                          | Tom Pickering                   | 1 afl.  |
| 2016-2017 | The Crown                             | Peter Townsend                  | 9 afl.  |
| 2017      | The Last Post                         | Major Harry Markham             | 6 afl.  |
| 2018      | Bob de Bouwer                         | Ace                             | 4 afl.  |
| 2018      | Collateral                            | DSU Jack Haley                  | 4 afl.  |
| 2018      | The Romanoffs                         | George Burrows                  | 1 afl.  |
| 2019      | The Capture                           | Danny Hart                      | 6 afl.  |
| 2019-2020 | The Trial of Christine Keeler         | John Profumo                    | 6 afl.  |
| 2020      | Devils                                | Edward Stuart                   | 6 afl.  |
| 2022-2025 | Andor                                 | Tay Kolma                       | 7 afl.  |

### Prijzen en nominaties
| Jaar | Prijs                      | Categorie                                                | Film/Serie | Resultaat   |
| ---- | -------------------------- | -------------------------------------------------------- | ---------- | ----------- |
| 2017 | Screen Actors Guild Awards | Outstanding Performance by an Ensemble in a Drama Series | The Crown  | Genomineerd |

- Gemeinsame Normdatei: 139851623
- International Standard Name Identifier: 0000 0000 7306 3396
- Library of Congress Control Number: no2006076745
- MusicBrainz: 5378b271-36a5-4c27-9724-19bd26c5125d
- Nationale Bibliotheek van Israël: 987007449476505171
- Virtual International Authority File: 102690980
- WorldCat: E39PBJpV6hFGFvhQhQvPVyxRrq